# Левинський Лев Львович
Лев Льво́вич Леви́нський гербу Сас; (7 вересня 1876, Демня Вижня, нині в межах міста Сколе — 22 лютого 1963, Мехув, Польща) — український архітектор, автор проєктів багатьох церков у Східній Галичині.

## Біографія
Сім'я Левинських гербу Сас мешкала у селі Демня Вижня (нині є частиною міста Сколе Львівської області, Україна) в будинку № 169. Батько Лев Левинський старший (1845—1912) брав участь у Січневому повстанні 1863 року, пізніше працював в Демні на фабриці металевого реманенту, згодом — у Львові керівником фабрики черепиці, що належала його братові, відомому львівському архітекторові та підприємцю Іванові Левинському. Мати Олімпія Теофілівна Горникевич була донькою пароха села Гошів (нині Калуського району).
Син Льва Левинського старшого, також Лев, народився в Демні Вижній 7 вересня 1876 року. Одним з його хресних батьків став брат батька — вже згаданий вище Іван Левинський, підприємець, котрий у подальшому і залучив свого похресника до проєктування, визначивши його подальший життєвий шлях. Закінчивши гімназію, Лев Левинський навчався у Львівській політехніці на відділі архітектури (1897—1903). Після навчання працював в архітектурно-проєктному бюро фірми Івана Левинського. Взяв участь у проєктуванні кількох львівських будівель. Зокрема як співавтор будинку страхового товариства «Дністер». 19 червня 1918 року отримав патент уповноваженого будівничого. 1920 року створив власну фірму «Інженер Лев Левинський і спілка у Львові», що розташовувалася на вулиці Содовій (нині вулиця Івана Левинського), 3. Після українсько-польської війни, через заборону українцям вести підприємницьку діяльність і займати державні посади, 1922 року був змушений полишити роботу і виїхати до міста Каліш, що у нинішній Польщі. Однак вже навесні наступного року брав участь у другій українській мистецькій виставці у Львові. 1927 року входив до журі конкурсу на пам'ятник Іванові Франку у Львові. У 1920-х роках активно співпрацював з Галицькою греко-католицькою митрополією. Від 1932 року — судовий присяжний у Львівському ґродському суді у справах будівництва церков. Відсутність патенту будівничого створювала значні труднощі, не дозволяючи працювати офіційно. Патент вдалось відновити у 1933 році. Помер 22 лютого 1963 року у Мєхуві (Польща), похований на комунальному цвинтарі міста Цешин (сектор 3, ряд 12, могила № 19). Тривалий час місце смерті і поховання не були відомі. 
Пошуком інформації про останні роки життя та місце поховання архітектора займався його сучасник Іван Щурко. Завдяки його зусиллям вдалося назбирати необхідну для 20-літньої оренди місця на цвинтарі суму та зберегти могилу Лева Левинського.

## Діяльність
Основною спеціалізацією Льва Левинського та його спілки було проєктування храмів. Цією справою архітектор займався, ще працюючи в бюро Івана Левинського. З того часу відомий один його проєкт, реалізований 1910 року в селі Кальна (нині Калуського району). Фахово підходив до мистецької сторони проєктування: споруджуючи храми в різних місцевостях Галичини, в кожному окремому випадку застосовував різні схеми, в залежності від місцевих традицій. У той самий час трапляються елементи не властиві галицькому храмовому будівництву, ймовірно запозичені з архітектури російських церков. Нині відомо про понад 50 створених Левинським проєктів церков, з яких 12 не реалізовані. Деякі з них розташовані на території нинішньої Польщі.
Лев Левинський, окрім будівництва нових храмів, займався їх реставрацією. Зокрема, на Брідщині відновив кілька храмів архітектора Василя Нагірного, що постраждали під час першої світової війни. 1926 року реставрував дзвіницю церкви Святого Духа у Львові. Того ж року виконав проєкт реставрації церкви в Язлівці. На замовлення комітету відбудови церкви Успіння Пресвятої Богородиці в Крилосі, виготовив два проєкти, що відтворювали церкву на різних етапах її існування. У 1925 році на тему реставрації церкви опублікував статтю в журналі «Технічні вісти», що містила історичний огляд і обґрунтування проєктів реставрації. Проєкти однак незважаючи на високу фаховість не були прийняті.
Список робіт
- Участь у проєктуванні та спорудженні будинку страхового товариства «Дністер» у Львові (1904—1906)[6].
- Бурса інституту «Народний дім» на вулиці Лисенка, 14-14а (1906—1907)[6].
- Гімназія і бурса Українського педагогічного товариства у Львові на нинішній вулиці Чупринки, 103 (1906—1908)[6].
- Гімназія святого Володимира Великого в Рогатині (1911—1912).[7]. Реалізацією проєкту займалися будівельний майстер Михайло Косович з Роздолу та мулярський майстер Федусевич.[8].
- Проєкт відпочинкового дому для дітей Агрономічно-технічного товариства «Праця» в селище Рудне. Здобув друге місце на конкурсі 1923 року[9][10].
- Дерев'яна церква святого Архистратига Михаїла у селі Гумниська, Золочівського району (1924—1926)[11]
- Проєкт церкви Преображення Господнього в селі Старий Люблинець (1927)[12].
- Нереалізований проєкт дерев'яної церкви в селі Білі Ослави (1929)[3].
- Проєкт дерев'яної церкви в селі Велике Самбірського району. Будівництво розпочато 1927 року, але не було завершене[13] (за іншими даними проєкт походив з 1929 року)[14].
- Мурована церква в селі Березець. Хрещата у плані, триконхового типу з прямокутним передсінком. Проєкт 1924 року, реалізований до 1931 року. Спорудженням керував майстер Грановський з Комарна[15].
- Мурована церква в селі Великі Глібовичі. Проєкт реалізований до 1932[14].
- Проєкт хрещатої трибанної дерев'яної церкви в місцевості Нове Знесіння (тепер у складі Львова), створений 1933 року. Не був прийнятий до реалізації, через що Левинський 1934 року створив новий проєкт уже мурованої трибанної церкви з аркадою навколо бабинця, теж не реалізований[16].
- Мурована церква в селі Боляновичі. Хрещата у плані, з восьмериком на середхресті, увінчаним грушеоподібною банею із заломом.  Головний фасад фланкують дві менші бані на восьмериках[17]. Проєкт 1927, реалізований 1936[14] (за іншими даними — 1939[17].
- Мурована каплиця Пресвятої Богородиці в Рудках (1936)[18].
- Церква в селі Борове Сокальського району. Дерев'яна, хрещата у плані, одноверха. Нава увінчана восьмериком із банею. Бабинець оперезаний аркадою[19]. Споруджена 1937 року. Цьому передували два проєкти від 1926 і 1933 років[14].
- Нереалізований проєкт мурованої церкви в селі Віжомля (1938)[14].
- Мурована церква в селі Вербів Бережанського району (1938—1939)[14].
- Дерев'яна церква в селі Нижнє. Проєкт реалізований до 1939.
- Проєкт перенесення дерев'яної церкви з Магерова до Городжева Львівського району. Нагляд за процесом перенесення у 1937 році.
- Добудова захристя церкви святого Миколая у Золочеві.
- Добудова захристя церкви в селі Довжці Калуського району.
- Обміри церкви XVIII століття в Раделичах, Торках, Довжці[3].
- У селах Тейсарів (1939) і Лупків (1934, нині Польща) проведено обміри (без будівництва нового храму).
- Реставрація митрополичих палат при соборі святого Юра. Виконана у співпраці з греко-католицькою митрополією 1922 року[20].
- Дім інвалідів у Львові[6].
- Дерев'яна церква в селі Новиця Івано-Франківської області (1938, згоріла 2018)[21].
- Гімназія василіянок на вулиці Кирила і Мефодія[6].
- Проєкт пам'ятника героям визвольних змагань у Комарні[6].
- Народний дім зі школою та ремісничою бурсою в Сяноку[6].
- Огорожа греко-католицької семінарії Святого Духа у Львові від вулиці Дорошенка (втрачена)[6].
- Проєкт мурованої церкви для селища Яблунів Косівського району[22].
- Проєкт розбудови Національного музею у Львові (не пізніше 1930)[23].

## Галерея

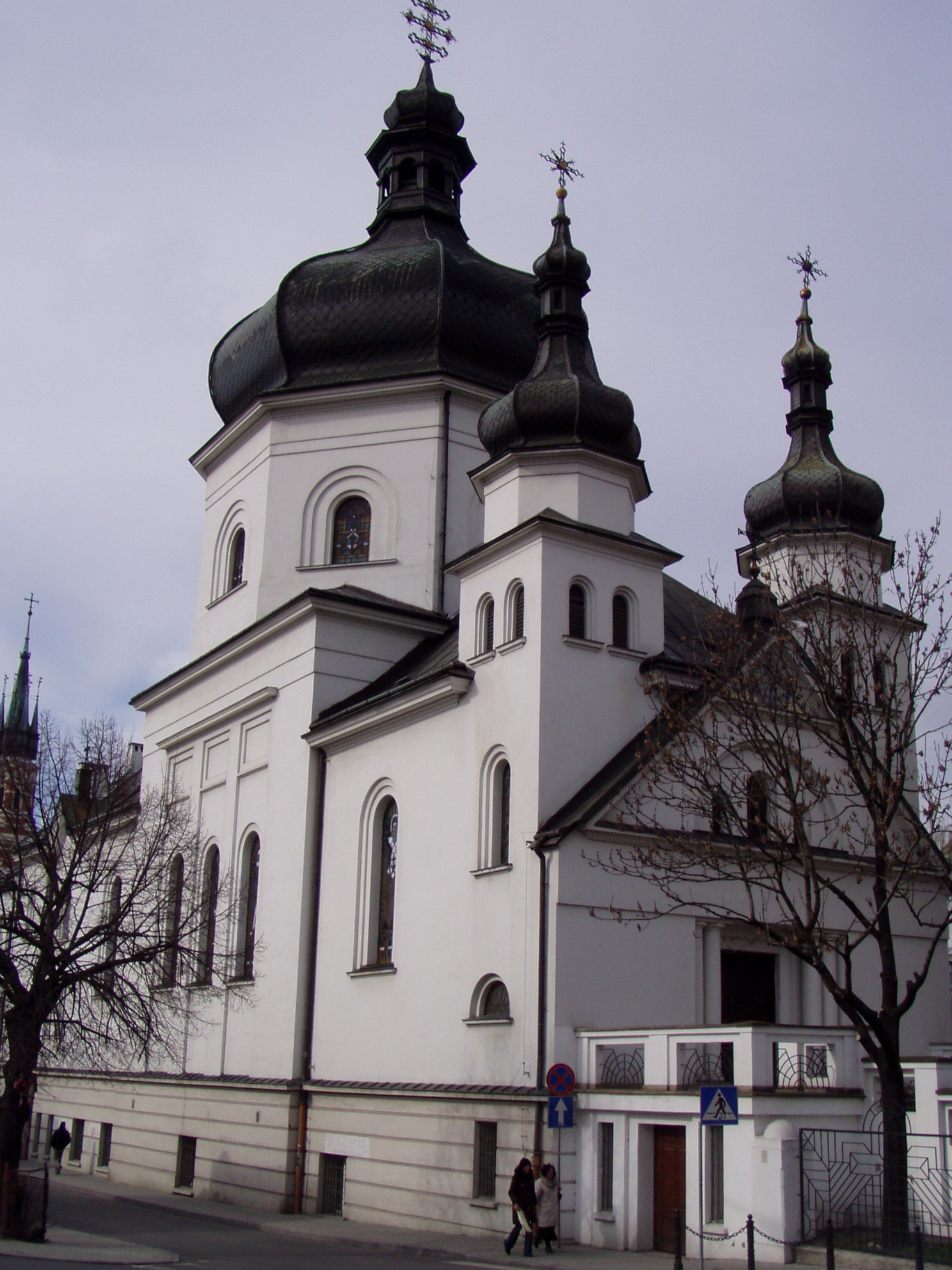
Перемишль (Польща)
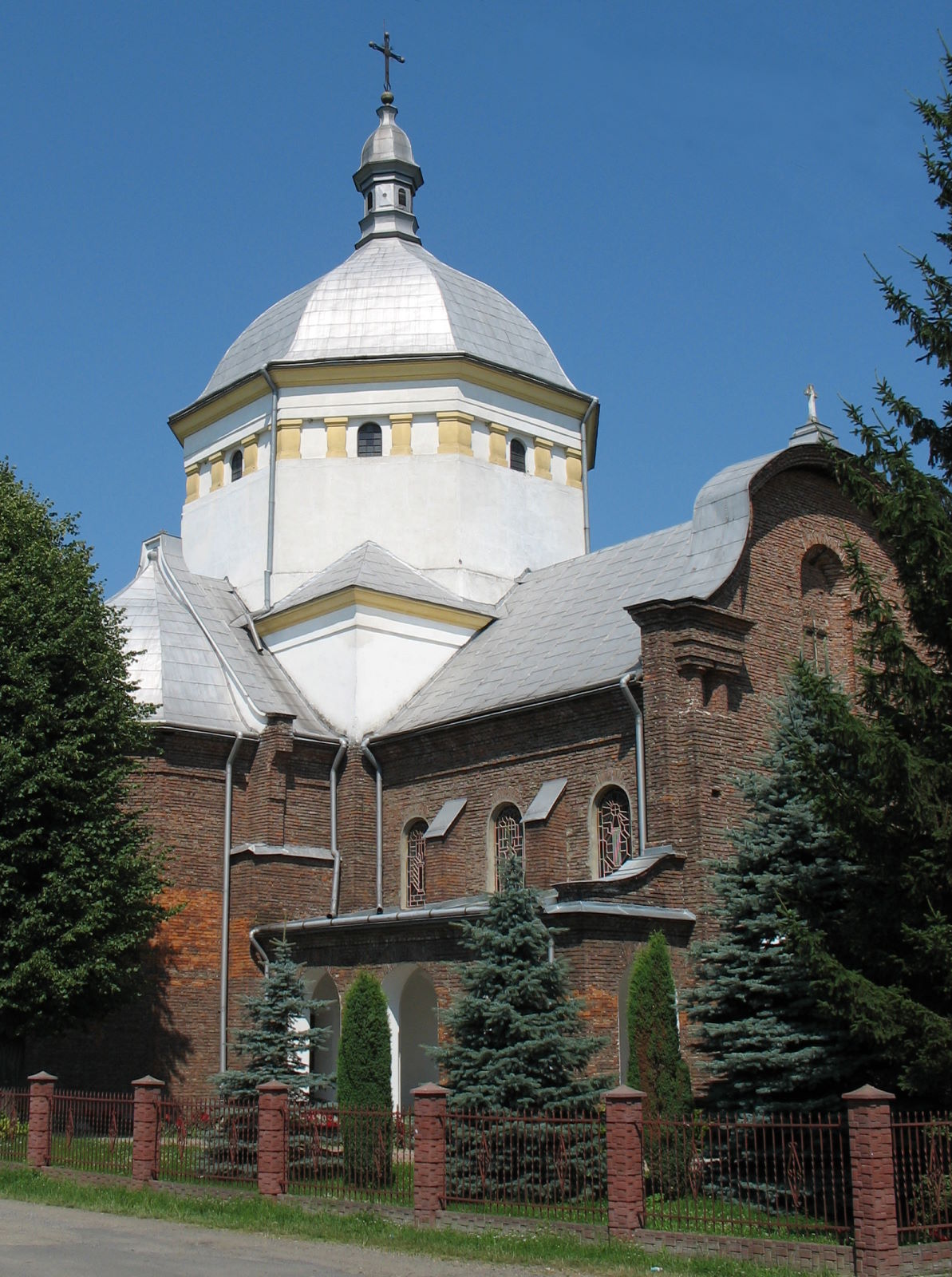
Село Торки (Польща)
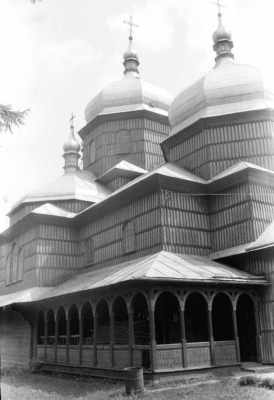
Село Ямниця (Тисменицький район)
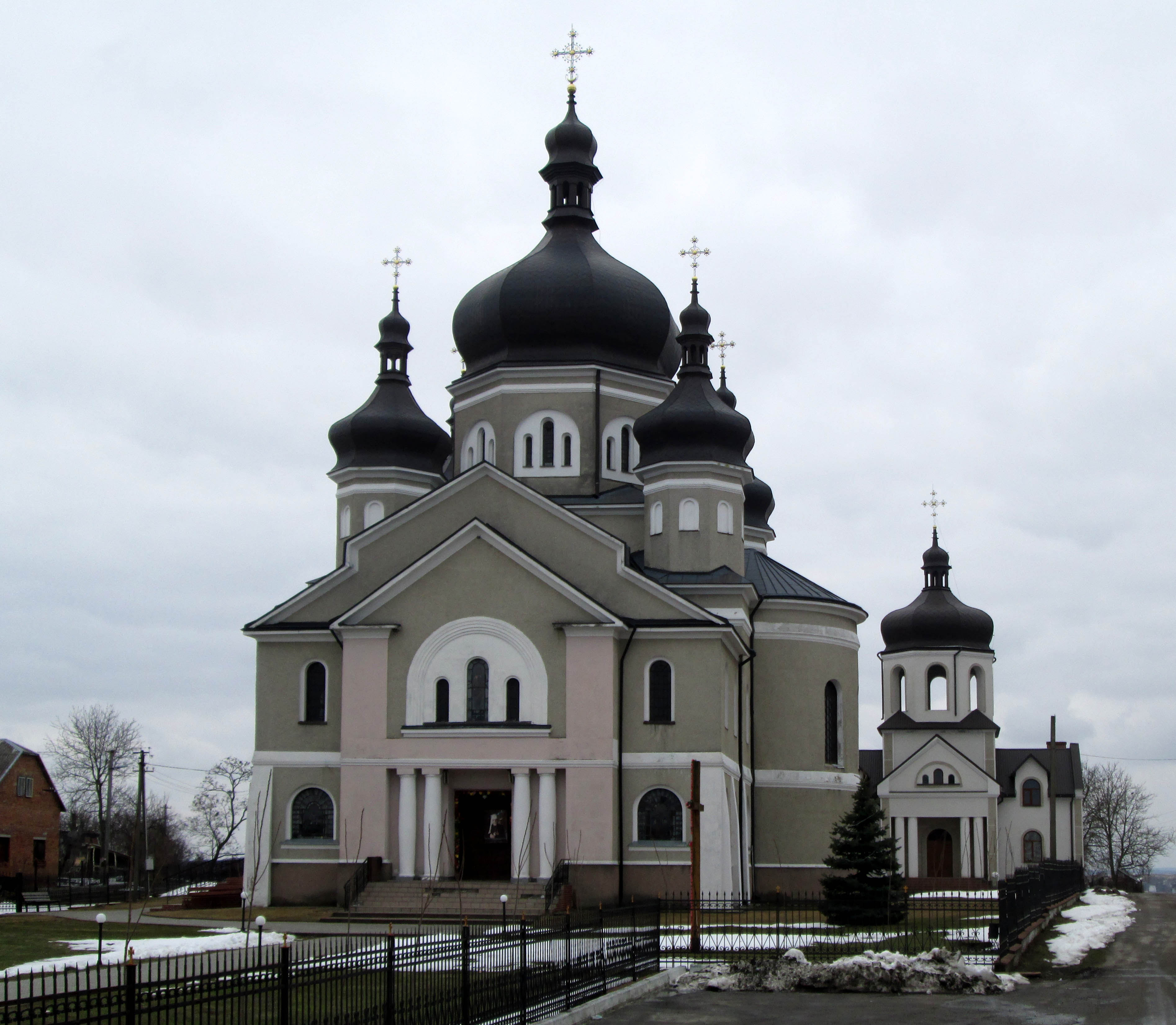
Смт Запитів (Львівський район)
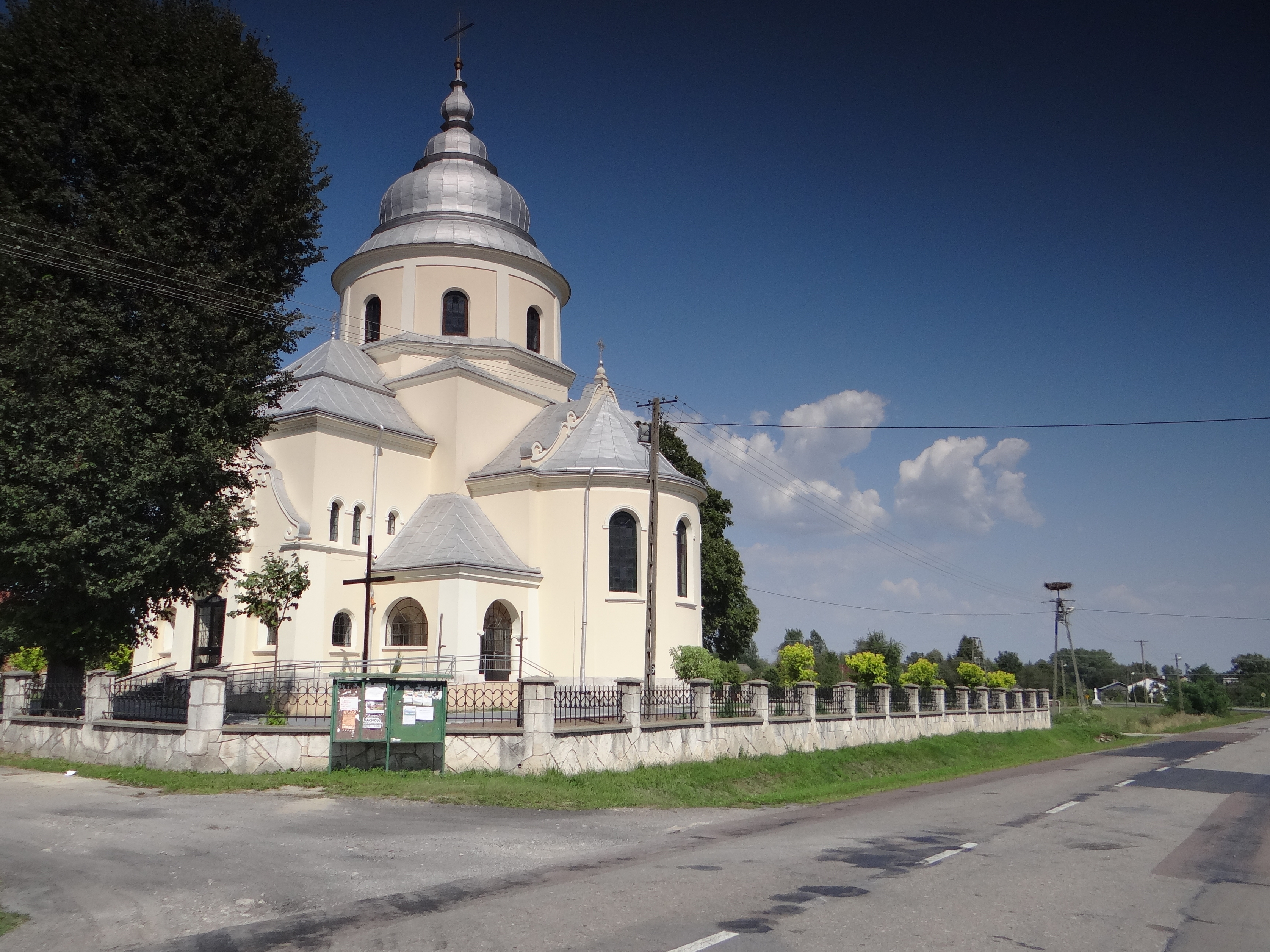
Церква Преображення Господнього (Старий Люблинець)
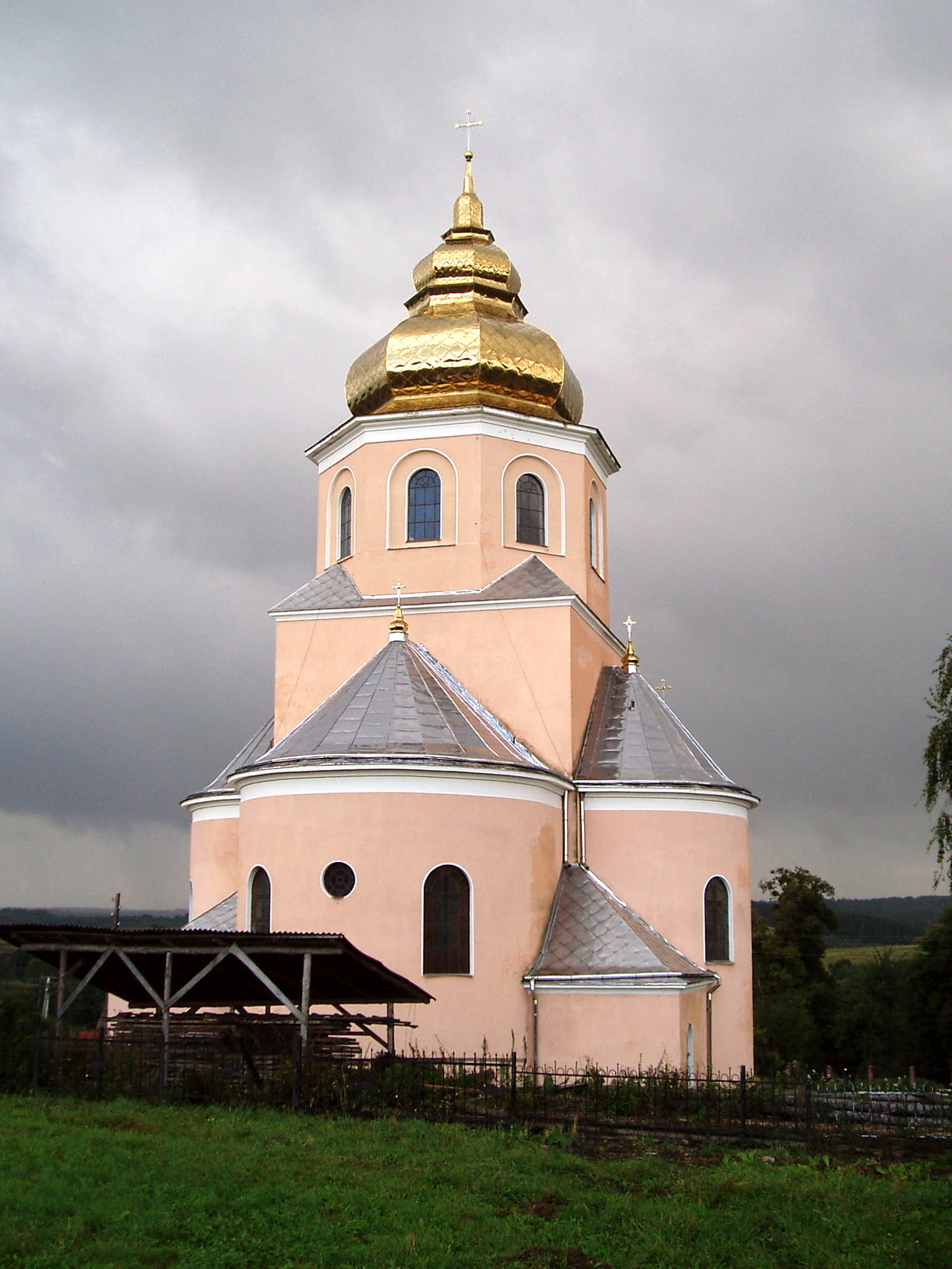
Великі Глібовичі
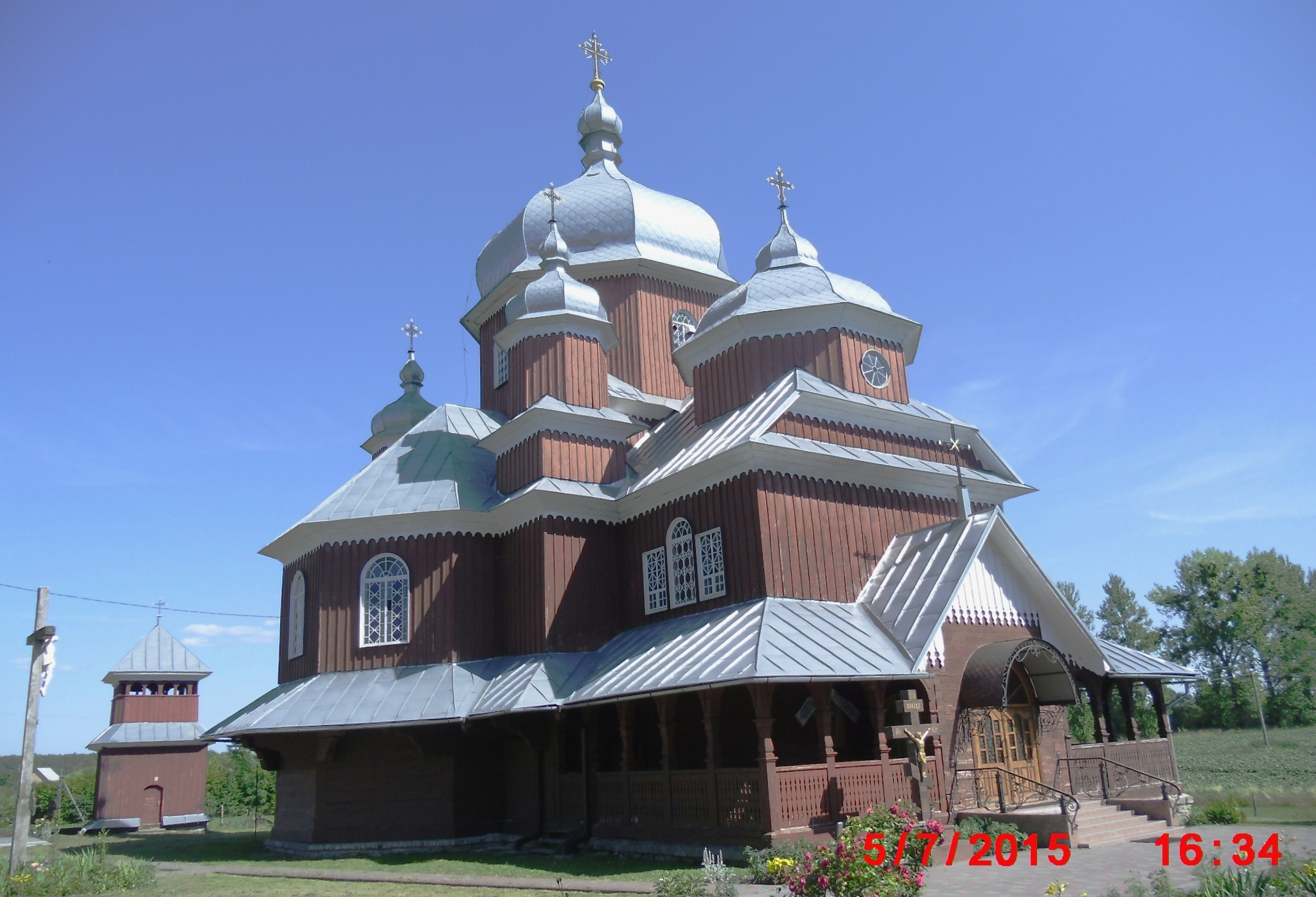
Церква святого Архистратига Михаїла (с. Гумниська, Золочівський район)